# スー・バーカー
スー・バーカー（Sue Barker、1956年4月19日 - ）は、イングランド・ペイントン出身の元女子プロテニス選手。
1976年の全仏オープン女子シングルス優勝者である。WTAツアーでシングルス15勝、ダブルス16勝を挙げた。強力なフォアハンド・ストロークを最大の武器にした選手である。

## 戦績
スー・バーカーが優勝した1976年当時、全仏オープンの女子シングルスは64名の選手による6回戦制で行われ、現在とは1ラウンド小さい規模のトーナメントであった。バーカーはこの大会で、3回戦から決勝までフルセットの試合が続き、決勝でもレナータ・トマノワ（チェコスロバキア）を 6-2, 0-6, 6-2 で退けた。この年はバーカーのテニス経歴でも最盛期にあたり、ウィンブルドンでは第7シードとして、4回戦でブラジルのマリア・ブエノを破ったが、準々決勝で第4シードのマルチナ・ナブラチロワに 3-6, 6-3, 5-7 で競り負ける。全米オープンでは、4回戦で第1シードのクリス・エバートに 1-6, 0-6 で完敗した。
その後、バーカーの4大大会女子シングルスの成績は、1978年のウィンブルドンで第5シードのビリー・ジーン・キングに敗れた4回戦進出と、1980年と1981年の2年連続で全豪オープンのベスト16入りがあった。シングルスでは1973年から1981年まで優勝記録がある。ダブルスではキャリアの後半に、日系人選手のアン清村と組んで多くのタイトルを獲得した。1984年に現役を引退し、現在はBBCテレビの解説者として活動している。2000年以後、ウィンブルドン選手権で男女シングルス決勝戦終了後のインタビューを担当している人が、このバーカーである。
イギリスのテニス界からは、1977年のバージニア・ウェードを最後に地元ウィンブルドン選手権女子シングルスの優勝者が出現していない（2013年ウィンブルドン選手権男子シングルスでアンディ・マリーが77年ぶりに優勝した）。とはいえ、全仏オープンでも1976年のスー・バーカーを最後に、男女ともイギリス人のシングルス優勝者は出現していない。

## 4大大会優勝
- 全仏オープン：1勝（1976年）

| 年     | 大会         | 対戦相手           | 試合結果      |
| ------ | ------------ | ------------------ | ------------- |
| 1976年 | 全仏オープン | レナータ・トマノワ | 6-2, 0-6, 6-2 |